# TeleMatch
Die TeleMatch war die erste deutschsprachige Fachzeitschrift, die sich schwerpunktmäßig mit Computerspielen beschäftigte. Sie erschien von Dezember 1982 bis Februar 1985 im TeleMatch Verlag, der später in TeleMatch Computer Software Magazin Verlag umbenannt wurde, und seit der Fusion mit Computer Praxis im Marshall Cavendish Verlag. Chefredakteur war Hartmut Huff.

## Geschichte
Die TeleMatch erschien erstmals im Dezember 1982. Sie konzentrierte sich zunächst hauptsächlich auf Titel für Spielkonsolen, die damals auch als Telespiele bekannt waren. Mit der wachsenden Popularität von Heimcomputern verschob sich aber bald der Schwerpunkt des Magazins. Die Zeitschrift durchlief daher mehrere Umbenennungen. Von Ausgabe 5/84 bis 10/84 war der Titel TeleMatch Computer Software Magazin. Im Herbst 1984 kam es zur Fusion der TeleMatch mit der Zeitschrift Computer Praxis. Ab Ausgabe 11/84 trug sie daher den Titel Telematch / Computer Praxis. Der Schwerpunkt wurde endgültig auf Heimcomputer gelegt, vier Ausgaben später kam es zur endgültigen Einstellung der Zeitschrift. Die letzte Ausgabe war die Nummer 2/85.